# Karlsbotjärnen (Stora Kopparbergs socken, Dalarna, 672090-148367)
Karlsbotjärnen är en sjö i Falu kommun i Dalarna och ingår i Dalälvens huvudavrinningsområde. Sjön har en area på 0,0591 kvadratkilometer och ligger 219,2 meter över havet.

## Delavrinningsområde
Karlsbotjärnen ingår i det delavrinningsområde (671984-148427) som SMHI kallar för Utloppet av Lilla Vällan. Medelhöjden är 226 meter över havet och ytan är 7,82 kvadratkilometer. Det finns inga avrinningsområden uppströms utan avrinningsområdet är högsta punkten. Vattendraget som avvattnar avrinningsområdet har biflödesordning 4, vilket innebär att vattnet flödar genom totalt 4 vattendrag innan det når havet efter 217 kilometer. Avrinningsområdet består mestadels av skog (69 procent). Avrinningsområdet har 0,66 kvadratkilometer vattenytor vilket ger det en sjöprocent på 8,4 procent.